# Ducado de Atenas
O Ducado de Atenas foi um dos estados cruzados fundados na Grécia depois da tomada de Constantinopla no decurso da Quarta Cruzada em 1204.

## História
O primeiro duque de Atenas (assim como de Tebas, inicialmente) foi Otão de la Roche, um cavaleiro borguinhão de escasso destaque que se integrou na Quarta Cruzada. Embora fosse conhecido como "Duque de Atenas" desde a criação do ducado em 1205, o título só foi oficializado em 1280.
O Ducado de Atenas começou por ser um estado vassalo do Reino de Tessalónica, mas depois da reconquista desta cidade por Teodoro Comneno Ducas, déspota de Epiro, o ducado transferiu a sua vassalagem para o Principado da Acaia. O ducado ocupava a península da Ática e alongava-se parcialmente pela Macedónia, onde partilhava fronteiras indefinidas com Tessalónica e com o Epiro. Não incluía as ilhas do mar Egeu, que eram território veneziano. Os edifícios da  Acrópole ateniense serviam como palácio para os duques.
O ducado permaneceu na família de la Roche até 1308, altura em que passou para Gualtério V de Brienne. Gualtério contratou a Companhia Catalã, dos Almogávares, um exército mercenário fundado e capitaneado por Rogério de Flor, para combater os estados sucessores bizantinos, o Despotado do Epiro e o Império de Niceia, mas quando o duque tentou enganar e matar os mercenários em 1311, estes derrotaram-no e mataram-no na Batalha de Halmiro, apoderando-se do poder no ducado. Eles então tornaram o catalão a língua oficial e substituíram a legislação de inspiração francesa e bizantina do Principado da Acaia pelas leis da Catalunha. O filho de Gualtério V, Gualtério VI de Brienne, conservou apenas o Senhorio de Argos e Náuplia, onde os seus direitos ao título de duque eram ainda reconhecidos.
Em 1318-1319, os catalães conquistaram Siderocastro e a região sul da Tessália  e criaram o Ducado de Neopatria, unido a Atenas. Parte da Tessália foi conquistada pelos Sérvios em 1337.
Em 1379, a Companhia Navarra, ao serviço do imperador latino Jaime de Baux, conquistou Tebas e parte de Neopatria, deixando os Catalães na posse do restante ducado (Neopatria e Ática). Depois de 1381, o ducado passou a ser governado pelos reis de Aragão-Sicília, até que, em 1388, a família florentina Acciaiuoli comprou o Ducado de Atenas. Neopatria foi ocupada em 1390. Entre 1395 e 1402, os Venezianos detiveram brevemente o controlo do ducado. Em 1444, Atenas tornou-se tributária de Constantino XI Paleólogo, déspota da Moreia e herdeiro do trono bizantino.
Em 1456, depois da queda de Constantinopla, o sultão Maomé II, o Conquistador conquistou aquilo que restava do ducado.

O Império Latino com estados vassalos e os estados gregos sucessores, após a partilha do Império Bizantino, em 1204. As fronteiras são incertas.

## Lista dos duques de Atenas
- Otão de la Roche (1205–1225)
- Guido I de la Roche (1225–1263)
- João I de la Roche (1263–1280)
- Guilherme I de la Roche (1280–1287)
- Guido II de la Roche (1287–1308)
- Gualtério V de Brienne (1308–1311)
- Joana de Châtillon (1311)
- Rogério Deslaur (1311–1312)
- Manfredo de Aragão (1312–1317)
  - Berengário Estanhol (substituto) 1312–1317
- Guilherme II de Aragão (1317–1338)
  - Afonso Frederico da Sicília, senhor de Negroponte (substituto; 1317–1338)
- João II de Aragão, marquês de Randazzo (1338–1348)
- Frederico I de Atenas (filho) 1348–1355
- Frederico III da Sicília "o simples" (Frederico II de Atenas) (1355–1377)
  - Rogério de Flor (substituto) 1362–1370
  - Luís Frederico (vigário) 1375–1380
- Maria da Sicília (1377–1388) (com Pedro IV de Aragão a partir de 1381)
- Nério I Acciaiuoli (1388–1394)
- António I Acciajuoli (pela primeira vez) (1394–1395)
- Francesca Acciajuoli (1394–1395)
- Domínio pelos Venezianos (1395–1402)
- António I Acciajuoli (pela segunda vez) (1402–1435)
- Nério II Acciajouli (pela primeira vez) (1435–1439)
- António II Acciajuoli (1439–1441)
- Nério II Acciajouli (pela segunda vez) (1441–1451)
- Clara Zorzi (viúva de Nério II) 1451
- Bartolomeu Contarini (casado com Clara) 1451–1454
- Francesco I Contarini (filho) 1451–1454
- Francesco II Acciajouli (filho de António II) (1455–1458)

## Substitutos (1381-1388)
- Mateus de Montcada
- Rogério de Lauria
- Mateus de Peralta
- Luís Frederico, conde de Salona
- Dalmau IV de Rocabertí, Visconde de Rocabertí
- Bernado de Cordella

## Duques titulares (1311–1388)
Os herdeiros de Gualtério de Brienne, somente reconhecidos em Argos e Náuplia.
- Gualtério VI de Brienne 1311–1356
- Isabel de Brienne 1356–1360 com o seu filho
- Sohier de Enghien 1356–1367
- Gualtério IV de Enghien 1367–1381
- Luís de Enghien 1381–1394
- Margarida de Enghien